# Laura Laur
Pour les articles homonymes, voir Laur.
Laura Laur est un film de Brigitte Sauriol produit en 1989, adaptation au cinéma du roman de Suzanne Jacob. 

## Synopsis
Belle, farouche, insaisissable, secrète, qui est donc Laura Laur ? De sa sœur, Serge disait : Laura ne parlait pas souvent. Elle regardait. Cette femme en dehors du lien social, fascine ceux qui l’approche et demeure pour eux une énigme. Pour les hommes de sa vie, Gilles, dans la cinquantaine, tellement plus vieux qu’elle et Pascal qui en parle comme sa mère, elle sert de révélateur de leur image de la femme. Elle circule dans la vie, comme un être qui se donne et qui échappe, qui pousse à être vrai.

## Fiche technique
- Réalisation : Brigitte Sauriol
- Production : Nicole Robert, Doris Girard et Monique Létourneau
- Scénario : Brigitte Sauriol
- Images : Louis de Ernsted
- Montage : André Corriveau
- Musique : Jean Corriveau
- Son : Marcel Fraser

## Distribution
- Dominique Briand
- Éric Cabana
- Paula de Vasconcelos
- Johanne Fontaine
- Andrée Lachapelle
- André Lacoste
- Patricia Nolin
- Jean-Pierre Ronfard
- Paul Savoie
- Sabine Karsenti
- Pierre-François Bouffard